# ボールドウィン効果
ボールドウィン効果（ボールドウィンこうか、英: Baldwin effect）は、アメリカ合衆国の心理学者ジェームズ・マーク・ボールドウィンが提唱した初期の進化の理論である。ボールドウィン進化（英: Baldwin evolution）とも。大まかに言えば、学習能力が高くなる方向に選択が進むことを示唆したものである。選択された子孫は新たなスキルを学習する能力が高くなる傾向があり、遺伝的に符号化された固定的な能力に制限されない傾向が強まる。種やグループの持続的な振る舞いが、その種の進化を形成するという点を重視する。
例えば、ある種に新たな捕食者が現れ、その捕食者に個体が捕らえられにくくする振る舞い（行動）が存在するとする。各個体がその振る舞いを素早く学習すれば、種としての利益につながるのは明らかである。すると、時と共にその振る舞いを学習する能力が（遺伝的選択によって）向上していき、ある時点で本能のように見えるようになる。
ミルクを産する家畜を長く飼ってきたことで、乳糖への耐性がある人間が増えたこともボールドウィン効果の一例とされる。つまり、酪農社会においてはそのような遺伝形質があることが有利であり、一種のフィードバックループの効果によって酪農の発展と共にそのような遺伝子型が増大したのだと言われている。
ボールドウィン効果の理論は常に論争の的となってきた。例えば、学習が本能になるということは必ずしも進歩とは言えない。というのも、非常に安定した環境ならば本能が役立つが、それ以外では柔軟な学習の方が優るからである（特に、社会的学習（en）であれば、個体の試行錯誤による学習のような高いコストも掛からない）。また、学習結果が本能に組み込まれる機構そのものにも疑問が持たれている。